# Alto Boa Vista
Alto Boa Vista este un oraș în statul Mato Grosso (MT), Brazilia.